# Peregrinus maidis
Peregrinus maidis är en insektsart som först beskrevs av William Harris Ashmead 1890.  Peregrinus maidis ingår i släktet Peregrinus och familjen sporrstritar.
Artens utbredningsområde är Spanien. Inga underarter finns listade i Catalogue of Life.

## Bildgalleri

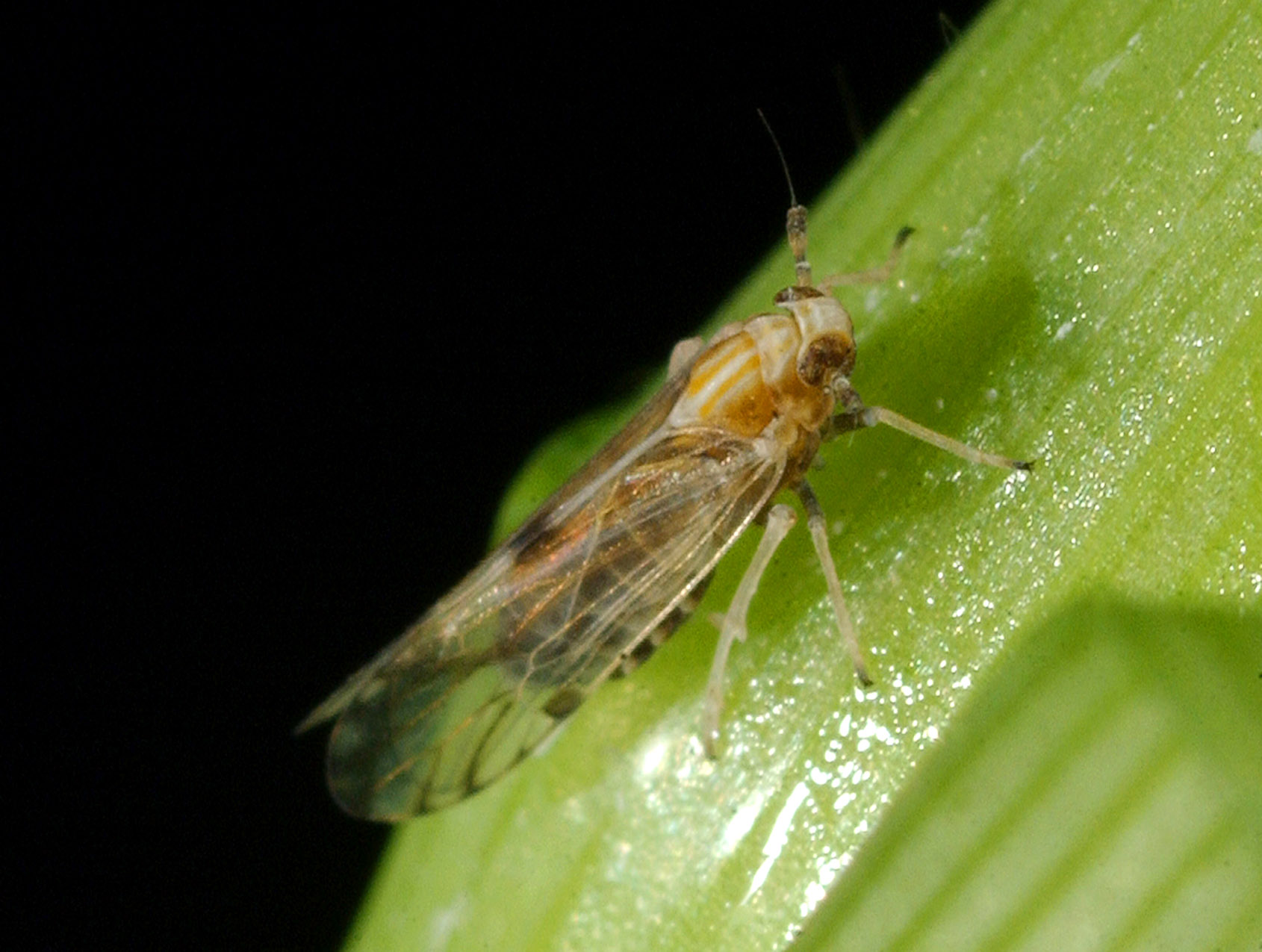